# Dekanat Jazłowiec
Dekanat Jazłowiec – jeden z dawnych dekanatów rzymskokatolickich w archidiecezji lwowskiej z siedzibą w mieście Jazłowcu (obecnie wieś w rejonie buczackim na Ukrainie). Obecnie parafie, które wchodziły w skład dekanatu, znajdują się na terenach dekanatu Czortków.

## Historia
W 1843 została przeprowadzona reorganizacja terytorialna archidiecezji lwowskiej.

## Parafie, expozytury, prepozytury
- 1833[2], 1841 – parafie Borszczów, Budzanów, Czerwonogród, Czortków, Husiatyn, Jagielnica, Jazłowiec, Kopyczyńce, Krzywcze, Liczkowce, Petlikowce, Sidorów, Skała, Tłuste, Zaleszczyki[3]
- 1853 – parafie Borszczów, Czerwonogród, Jazłowiec, Krzywcze, Skała, Tłuste, Zaleszczyki, expozytura – Mielnica (utworzona w 1851)[4]
- 1857 – oprócz wymienionych wyżej wzmiankowana utworzona w 1854 expozytura Jezierzany[5]
- 1908 – parafie Borszczów, Czerwonogród, Jazłowiec, Krzywcze, Mielnica, Skała, Tłuste, Zaleszczyki, expozytury – Beremiany, Burakówka, Głęboczek, Dźwiniaczka, Jezierzany, Korolówka, Licowce, Łosiacz, Szczytowce, Turylcze, Uścieczko[6]
- 1914 – parafie Borszczów, Czerwonogród, Jazłowiec, Krzywcze, Mielnica, Skała, Tłuste, Zaleszczyki, expozytury – Beremiany, Burakówka, Dźwiniaczka, Głęboczek, Jezierzany, Korolówka, Licowce, Łosiacz, Nowosiółka biskupia (Nowosiółka nad Zbruczem), Szczytowce, Turylcze, Uhryńkowce, Uścieczko[7]
- 1928[8], 1939 – parafie Beremiany, Czerwonogród, Jazłowiec, Tłuste, Zaleszczyki, expozytury? – Burakówka, Lisowce, Połowce, Uhryńkowce, Uścieczko[9]

## Duchowni

### Dziekani
- Jan Wojnarowski, dziekan w 1833[10], 1837[11], 1841[12], proboszcz w Kopyczyńcach (1848)[13]
- Jan Leśnicki[a] (ur. 1812), w 1861[14]
- Jan Kaliniewicz, 1867, kaninik honorowy[15]
- Jan Głębocki, 1890, proboszcz w Czerwonogrodzie[16], kanonik honorowy[17]
- Franciszek Wołoszyński, 1908, proboszcz w Borszczowie[18], 1914[19], 1916 proboszcz w Czerwonogrodzie[20]
- 1918 – vakat[21]
- Józef Ścisłowski (ur. 1862[22], zm. 14 stycznia 1937 w Niżniowie[23]), w 1922[24], 1928[25], 1930[26], 1932[27] (proboszcz w Jazłowscu, w 1928[25], 1930[26], 1933[28])
- Stanisław Kołychanowski, 1933[28], 1935, proboszcz w Tłustem[29]
- Stanisław Szkodziński, 1939[30]

### Dziekani tymczasowi
- Jan Leśnicki, w 1853, proboszcz w Borszczowie[31], w 1857, proboszcz w Czerwonogrodzie[32]
- Jan Kaliniewicz, 1865[33], 1866[34]
- Jan Głębocki, 1877, proboszcz w Czerwonogrodzie[35]
- Franciszek Wołoszyński, 1901, proboszcz w Borszczowie[36]